# Groton (Connecticut)
 For alternative betydninger, se Groton. (Se også artikler, som begynder med Groton)
Groton er en by og en kommune i New London County i den amerikanske delstat Connecticut.
Kommunen har siden 1800-tallet været kendt for sine skibsværfter, og i dag (2007) er ubådsværftet Electric Boat en af kommunens største arbejdsgivere. Her blev blandt andet verdens første atomubåd, USS Nautilus, bygget i 1954, og den vendte tilbage i 1980 for at blive indrettet til museum.
Kommunens administrative struktur er unik for delstaten, eftersom byen Groton omfatter et mindre område end kommunen (alle andre byer i Connecticut er sammenfaldende med deres respektive kommuner).
41°20′45″N 72°01′47″V / 41.3458°N 72.0297°V